# Hartland (Nueva York)
Hartland es un pueblo ubicado en el condado de Niágara, en el estado estadounidense de Nueva York. En el año 2010 tenía una población de 4,117 habitantes.

## Geografía
Hartland se encuentra ubicado en las coordenadas 43°14′24″N 78°34′34″O / 43.24000, -78.57611.

## Demografía
Según la Oficina del Censo en 2000 los ingresos medios por hogar en la localidad eran de $40,281, y los ingresos medios por familia eran $43,218. Los hombres tenían unos ingresos medios de $32,813 frente a los $21,356 para las mujeres. La renta per cápita para la localidad era de $17,253. Alrededor del 9.3% de la población estaban por debajo del umbral de pobreza.